# Apostolische Nuntiatur für Gambia
Die Apostolische Nuntiatur für Gambia ist die offizielle diplomatische Vertretung des Heiligen Stuhls in dem westafrikanischen Staat Gambia. Apostolischer Nuntius ist Dagoberto Campos Salas, der auch die Liberia und Sierra Leone führt.
Die Vertretung wurde zunächst 1975 als Apostolische Delegation eingerichtet und am 25. August 1979 zur Apostolischen Nuntiatur erhoben.

## Liste der apostolischen Nuntii
- 1975–1976: Girolamo Prigione (1921–2016)
- 1976–1979: Giuseppe Ferraioli (1929–2000)
Heraufstufung zur Apostolischen Nuntiatur
- 1979–1983: Johannes Dyba (1929–2000)
- 1984–1992: Romeo Panciroli (1923–2006)
- 1992–1995: Luigi Travaglino (* 1939)
- 1995–1999: Antonio Lucibello (* 1942)
- 1999–2005: Alberto Bottari de Castello (1942–2025)
- 2005–2012: George Antonysamy (* 1952)
- 2013–2017: Mirosław Adamczyk (* 1962)
- 2018–2022: Dagoberto Campos Salas (* 1966)
- seit 2022: Walter Erbì (* 1968)